# 卡马耶戈乌恩丹帕蒂
卡马耶戈乌恩丹帕蒂（Kamayagoundanpatti），是印度泰米尔纳德邦Theni县的一个城镇。总人口12165（2001年）。

## 人口
该地2001年总人口12165人，其中男性5890人，女性6275人；0—6岁人口1296人，其中男657人，女639人；识字率60.90%，其中男性为68.69%，女性为53.59%。